# Philus costatus
Philus costatus é uma espécie de coleóptero da tribo Philiini (Philinae); distribuídos por Laos e Tailândia.

## Sistemática
- Ordem Coleoptera
  - Subordem Polyphaga
    - Infraordem Cucujiformia
      - Superfamília Chrysomeloidea
        - Família Vesperidae
          - Subfamília Philinae
            - Tribo Philiini
              - Gênero Philus
                - Philus costatus (Gahan, 1893)